# Pyrgocythara emersoni
Pyrgocythara emersoni é uma espécie de gastrópode do gênero Pyrgocythara, pertencente a família Mangeliidae.